# Paulette Fink
Pour les articles homonymes, voir Weill et Fink.
Paulette Weill Oppert Fink, ou simplement Paulette Fink, née Paulette Weill le 22 octobre 1911 à Mulhouse et morte le 2 avril 2005 à Minneapolis, est une infirmière juive et résistante pendant la Seconde Guerre mondiale. Elle émigre ensuite aux États-Unis où elle collecte des fonds pour soutenir le nouvel État d'Israël,. D'abord membre exécutif de la division nationale des femmes de l'United Jewish Appeal (Appel juif uni), une organisation philanthropique juive, elle en est élue présidente en décembre 1960.

## Biographie

### Enfance et famille
Paulette Weill est la fille de Blanche Saloman (1887–1965) et de Jean Weill (1876–1965), entrepreneur qui dirige une usine de chaussures. Élevée dans une famille bourgeoise de Mulhouse, Weill étudie à la Sorbonne à Paris. En 1934, elle épouse son premier mari, Yves Oppert (1909-1944), propriétaire d'une chaîne de magasins, avec qui elle a deux filles : Nadine (1935) et Francelyne (1939),. 

### Seconde guerre mondiale
En 1940, lorsque l'Allemagne nazie envahit la France, la famille vit à Paris. Paulette Oppert sert comme infirmière à la Croix-Rouge sur le front tandis que son mari est lieutenant dans l'armée française. Ses parents réussissent à émigrer aux États-Unis pendant la guerre mais retournent à Paris en 1946.
La famille Oppert déménage au village d'Izeaux en zone libre où Paulette Oppert et son mari ont rejoint la Résistance française. Elle fait partie d'un réseau de catholiques et de protestants qui sauvera environ 1 500 enfants juifs, pour la plupart originaires de l'Europe de l'Est, abandonnés lorsque leurs parents furent déportés par les Allemands vers les camps de concentration,. Bien que son mari fut capturé et torturé à mort en juin 1944 par les nazis, elle continue son combat dans la résistance française et circule avec son vélo. Lorsqu'elle apprend que l'école de ses filles est visitée par les nazis, elle les place chez le pasteur du Chambon-sur-Lignon en Haute-Loire. C'est le 6 avril 1944 que les enfants d'Izieu et les 7 adultes qui les encadrent sont arrêtés lors d'une rafle conduite par le SS et chef de la Gestapo de Lyon Klaus Barbie. 

### Après guerre
Après la Seconde Guerre mondiale, travaillant avec la Brigade juive et le Joint Distribution Committee, elle aide à faire passer des réfugiés juifs en Palestine. Elle crée 11 orphelinats pour les enfants abandonnés qui ont survécu à la Shoah. Le premier d'entre eux est au château de Malmaison, à l'ouest de Paris.
Paulette Fink voyage pour la première fois aux États-Unis en 1945 pour lever des fonds pour ses projets via le Joint Distribution Committee et emmène sa fille ainée. Elle revient en France en 1948 pour lever des fonds pour l'État d'Israël et repart avec sa fille cadette. Lors de son troisième voyage en 1951, elle inscrit ses filles au lycée français de New York, dans l'espoir qu'elles puissent « mener une vie plus normale ».
Le 14 septembre 1954, elle épouse Israël Fink (1902–1991) homme d'affaires à Minneapolis rencontré lors d'une tournée de conférences. La famille s'installe à Minneapolis avec les deux filles. Inspiré par un voyage en Israël, son mari dirige la Fédération juive locale et siège au conseil d'administration de l'United Jewish Appeal. À partir de 1960, Paulette Fink dirige la Division des femmes de l'United Jewish Appeal pendant trois ans.
Paulette Fink meurt à Minneapolis le 2 avril 2005.